# Klaus Katzur

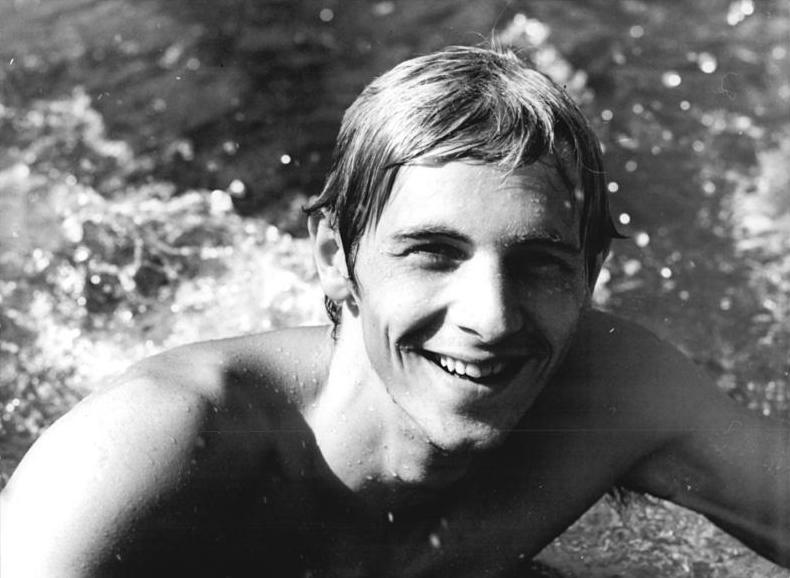
Klaus Katzur 1971

Klaus Katzur (* 26. August 1943 in Potsdam; † 4. September 2016 in Riesa) war ein Schwimmsportler aus der DDR, der 1972 eine olympische Silbermedaille mit der Lagenstaffel gewann.

## Leben
Katzur begann zwar schon mit 14 Jahren mit dem Schwimmsport, aber erst ab 1963 betrieb er ernsthaft Leistungssport. Klaus Katzur startete für den ASK Vorwärts Potsdam, für den mit Egon Henninger auch der damals stärkste Brustschwimmer der DDR aktiv war. Bei den Olympischen Spielen 1964 in Tokio trat Katzur auf der 200-Meter-Bruststrecke an, schied aber im Zwischenlauf aus. 1965 konnte Katzur seinen ersten Einzeltitel bei DDR-Meisterschaften gewinnen, als er auf der längeren Bruststrecke Henninger schlug. Bei den gleichen Meisterschaften gewann er auch auf der 400-Meter-Lagenstrecke.
1966 gewann Katzur seine erste internationale Medaille, als er bei den Europameisterschaften in Utrecht auf der langen Lagenstrecke hinter seinem Rostocker Mannschaftskameraden Frank Wiegand und Andrei Dunajew aus der Sowjetunion die Bronzemedaille erhielt. Bei den Olympischen Spielen 1968 in Mexiko-Stadt trat Katzur über beide Bruststrecken an, erreichte aber erneut nicht das Finale. Zwei Jahre später bei den Europameisterschaften 1970 in Barcelona gewann Katzur den Wettkampf über 200 Meter Brust vor Nikolai Pankin und Walter Kusch. Außerdem trat er erstmals statt Henninger in der DDR-Lagenstaffel an. Zusammen mit Roland Matthes, Udo Poser und Lutz Unger gewann er seinen zweiten Europameistertitel.
Bei seiner dritten Olympiateilnahme 1972 in München schied Katzur über 100 Meter Brust im Zwischenlauf aus. Auf der langen Bruststrecke erreichte er das Finale und belegte den achten Platz. Mit der DDR-Lagenstaffel in der Besetzung Roland Matthes, Klaus Katzur, Hartmut Flöckner und Lutz Unger gewann Katzur zum Ende seiner Karriere die olympische Silbermedaille hinter der US-Staffel.
Bis 1987 blieb Katzur bei der Volksmarine und stieg als Jugendtrainer zum Fregattenkapitän auf. Danach zog er nach Karl-Marx-Stadt, heute Chemnitz.
Klaus Katzur war einige Zeit mit der Schwimmerin Petra Thümer verheiratet.

## DDR-Meistertitel (ohne Staffeln)
- 100 Meter Brust: 1967, 1971, 1972
- 200 Meter Brust: 1965, 1967, 1969, 1972
- 400 Meter Lagen: 1965

## Auszeichnungen (Auswahl)
- 1972: Vaterländischer Verdienstorden in Silber